# 이건영 (1945년)
이건영(李建榮, 1945년 8월 8일 ~ )은 본관은 연안으로 대한민국의 도시공학자이고 행정관료 겸 대학교수 그리고 소설가이기도 하다. 아들의 이름은 이훈이다.

## 주요 이력

### 어린 시절과 젊은 시절
경기도 용인에서 출생하였으며  서울에 이주하였다가 한국전쟁 때 용인, 부산에서 잠시 어린 시절을 보냈고, 초등학교 5학년에 다시 서울로 이후하였다. 그  이후 서울에서 학창 시절을 보냈다. 서울대학교 건축학과 재학시절인 1965년 한국일보 장편소설공모에서 <회전목마>로 당선되어 대학2학년 때부터 작가생활을 시작하였다.  그는 장편소설 <차가운 강>, <빙하의 계단> 등을 발표하고, 잠시 문학활동을 접고 도미 유학의 길로 나섰다. 미국 오하이오주립대학에서 건축공부를 계속하여 건축학석사 학위를 받고 잠시 시카고와 뉴욕에서 건축설계사로 일하였다. 1976년 밀리노이주의 노스웨스턴대학교에서 도시공학박사 과정을 마치고 귀국하였다.

국토개발연구원에서 연구활동
1979년 귀국하여 각종 국토개발 및 도시건설사업이 활발하게 진행되던 80년대와 90년대에 국책연구기관인 국토개발연구원에서 국토종합계획 등 여러 프로젝트에 참여하였다. 제2차, 3차 국토종합개발계획, 경부고속철도 타당성분석,  동남권개발계획, 수도권종합교통계획 등이 이때 참여했던 주요 프로젝트이다.

### 건설부 차관, 중부대 총장 역임 후 문학활동 재개
문민 정부 시절 건설부 차관 직책을 잠시 지낸 그는 국토개발연구원장으로 국토 및 도시개발정책을 선도하고, 교통개발연구원장, 건설산업연구원장을 역임하며 계속 교통, 건설산업정책 연구에 참여하여 왔다. 그리고 아주대학교, 단국대학교 교수를 역임한 후 중부대학교 총장을 지냈다. 2007년 중부대학교 충장을 끝으로 은퇴한 후 다시 문학활동을 재개하여 '계간문예'에 장편소설 <낙동강 개개비>를 연재하고 장편소설 <마지막 인사>, <엄마의 목각인형>을 발표하였다.  

### 학력
- 서울 매동국민학교 졸업
- 서울중학교 졸업
- 서울고등학교 졸업
- 서울대학교 공과대학 건축학과 학사
- 서울대학교 대학원 건축학과 공학석사
- 미국 오하이오 주립대학교 대학원 건축공학과 공학석사
- 미국 노스웨스턴 대학교 대학원 도시공학과 공학박사

### 주요 경력
- 1965년 - 소설가로 등단. 등단작 <회전목마>
- 1970년   무애기술문화연구소 건축기사(1969-71)
- 1979년 - 국토개발연구원 수석연구원(1979-84)
- 1984년 - 국토개발연구원 연구위원(1984-93)
- 1991년 - 런던대학교 초빙연구원(1991-92)
- 1993년 - 제17대 건설부 차관.
- 1993년 - 국토개발연구원 원장(1993~1997)
- 1997년 - 교통개발연구원 원장(1997~1998)
- 1997년 - 한양대학교 도시대학원 겸임교수(1997~1998)
- 1998년 - 아주대학교 교수(1998~2000)
- 2000년 - 제2대 한국건설산업연구원 원장(2000~2002)
- 2003년 - 단국대학교 교수
- 2005년 - 중부대학교 총장(2005~2007)
- 2007년 - 중부대학교 총장 퇴임.
- 기타 정부관련 21세기위원회, 세계화추진위원회, 정부정책평가위원회, 중앙도시계획위원회 등에 참여하였고, 토지공사, 도로공사, 수자원공사, LG건설, 유신 등의 사외이사를 역임하였음.

## 주요 저서

### 문학작품(소설)
. 《회전목마》(1965년)
. <차가운 강>(1969년) : <마지막인사>로 개작
. <빙하의 계단>(1972년, 경향신문에 연재)
. <회색이 흐르는 거리>(1980년, 소설집)
. <낙동강 개개비>(2009년, <계간문예>에 연재)
. <마지막 인사> (2009년, <차가운 강>의 개작임)
. <엄마의 목각인형>(2016년)

### 에세이집
- 《살고 싶은 집 걷고 싶은 거리》(1988년)
- 《런던의 시계탑은 멈추었는가(1993년)
- <서울이야기>(1995년)
- <우리 국토 위에 시를 쓰자>(2000년)

### 공학 관련 저술
- 《도시교통정책론》(1991년)
- 《지역 교통론》(1992년)
- 《서울21세기》(1995년)
- <Balancing Urban and Transport Systems in Korea>(1997년)
- 기타 각종 학술지에 논문 발표 다수